# Подвиг Одессы
«Подвиг Одессы» — советский двухсерийный художественный фильм о Великой Отечественной войне.

## Сюжет
Героическая киноэпопея о подлинных фактах героической обороны Одессы в годы Великой Отечественной войны.
Первая серия, построенная на документальном материале, представляет собой ряд событий, связанных с обороной города. Август 1941 года, немецкие войска берут Одессу в полукольцо с суши. По замыслу Верховного командования оборона Одессы должна сковать на Южном направлении силы противника, не позволяя перебросить их к сердцу России — к Москве.
Командующий Приморской армией генерал-лейтенант Софронов получает приказ держаться насмерть. 73 дня Одесса обороняется, несмотря на непрерывные бомбёжки и артиллерийские обстрелы в блокаде 12 дивизий врага.
Вторая серия состоит из отдельных новелл, посвященных некоторым героям фильма, в котором 210 персонажей — ярких характеров одесситов. Костя Чеботаренко с приятелем Жорой Калядой служат на Черноморском флоте. Они сходят на берег, чтобы в составе морской пехоты воевать против врага на подступах к любимому городу. Жора гибнет, а раненого Костю спасает медсестра Таня, скромная девчонка, которая влюблена в героя.
Галерея запоминающихся персонажей, которые в небольших, но ярких ролях, покажут героизм и мужество одесситов, защитников города. Незабываемая роль тёти Груни — матери Жоры в исполнении Натальи Гундаревой, которая и сбрасывает с крыши зажигалки, и последние сбережения отдаёт в Фонд обороны, и стоически перенесет гибель сына.
Молодожён Слава Шабанов, имея бронь по состоянию здоровья, уйдет добровольцем на фронт, и вскоре молодая жена получит страшную весть.
Герои гибнут, но не сдаются. Лишь по приказу Ставки защитники покидают рубежи обороны и уходят в Севастополь.

## В ролях
- Всеволод Шиловский — контр-адмирал Г. В. Жуков
- Игорь Скляр — Костя Чеботаренко
- Наталья Гундарева — тётя Груня
- Роман Громадский — командующий Приморской армией генерал-лейтенант Г. П. Софронов
- Юрий Дедович — генерал-майор И. Е. Петров
- Юрий Шлыков — капитан I ранга С. Г. Горшков
- Эрнст Романов — первый секретарь Одесского обкома А. Г. Колыбанов
- Елена Кондратьева — Лена
- Виктор Михайлов — Слава
- Ирина Мельник — Таня
- Лев Лемке — дядя Илья
- Наталья Батрак — Нина
- Борислав Брондуков — Борщ
- Вадим Яковлев — лейтенант Ильенко
- Константин Степанков — полковник Я. И. Осипов
- Сергей Проханов — краснофлотец
- Константин Шафоренко — Полозов
- Дмитрий Харатьян — Руднев
- Сергей Савельев — Бродяга-беспризорник
- Борис Борисов — капитан Н. В. Зиновьев, командир 412-й батареи
- Юрий Соловьёв — Шестаков
- Александр Бондаренко — Жора Коляда
- Игорь Агеев — Вова
- Геннадий Болотов — эпизод (нет в титрах)
- Андрей Анкудинов — ополченец
- Михаил Игнатов — немецкий лётчик (нет в титрах)

## Съёмочная группа
- Режиссёр: Владимир Стрелков
- Сценарист: Владимир Стрелков
- Операторы
  - Главный оператор: Альберт Осипов
  - Операторы-постановщики: Валерий Севастьянов, Фёдор Сильченко
- Композитор: Ян Френкель
- Текст песен: Игорь Шаферан
- Постановщик трюков: Олег Федулов
- Художники
  - Главный художник: Юрий Богатыренко
  - Художник-постановщик: Леонид Розсоха
  - по костюмам: Наталья Харнас
  - по гриму: Григорий Волошин
- Звукооператор: Анна Подлесная
- Директора картины: Леонид Волочков, Ирина Плотникова

## Технические данные
- Широкоэкранный, цветной, 1 серия — 6 ч., 1707 м, 2-я серия — 8 ч., 2088 м.
- Кинопремьера в СССР 17 февраля 1986 года